# Liste des pays les plus visités du monde
Ceci est la liste des dix pays les plus visités au monde, classés par ordre croissant de nombre de visiteurs.
| Rang | Pays        | Entrées touristiques internationales     | Date de mise à jour |
| ---- | ----------- | ---------------------------------------- | ------------------- |
| 1    | France      | 90 millions                              | 2019                |
| 2    | Russie      | 81 millions[réf. souhaitée](>1 millions) | 2017 (2022)         |
| 3    | États-Unis  | 45 millions                              | 2020                |
| 4    | Thaïlande   | 40 millions                              | 2019                |
| 5    | Italie      | 38 millions                              | 2020                |
| 6    | Chine       | 30 millions                              | 2020                |
| 7    | Espagne     | 19 millions                              | 2020                |
| 8    | Turquie     | 16 millions                              | 2020                |
| 9    | Allemagne   | 12 millions                              | 2020                |
| 10   | Royaume-Uni | 11 millions                              | 2020                |